# Rhodobryum grandifolium
Rhodobryum grandifolium är en bladmossart som beskrevs av W. P. Schimper in Paris 1898. Rhodobryum grandifolium ingår i släktet rosmossor, och familjen Bryaceae. Inga underarter finns listade i Catalogue of Life.